# 吉備津彥神社
吉備津彥神社（きびつひこじんじゃ）是位在日本岡山縣岡山市的神社。為備前國一宮、舊社格為國幣小社（現神社本廳的別表神社）。別名「朝日之宮」（あさひのみや）。

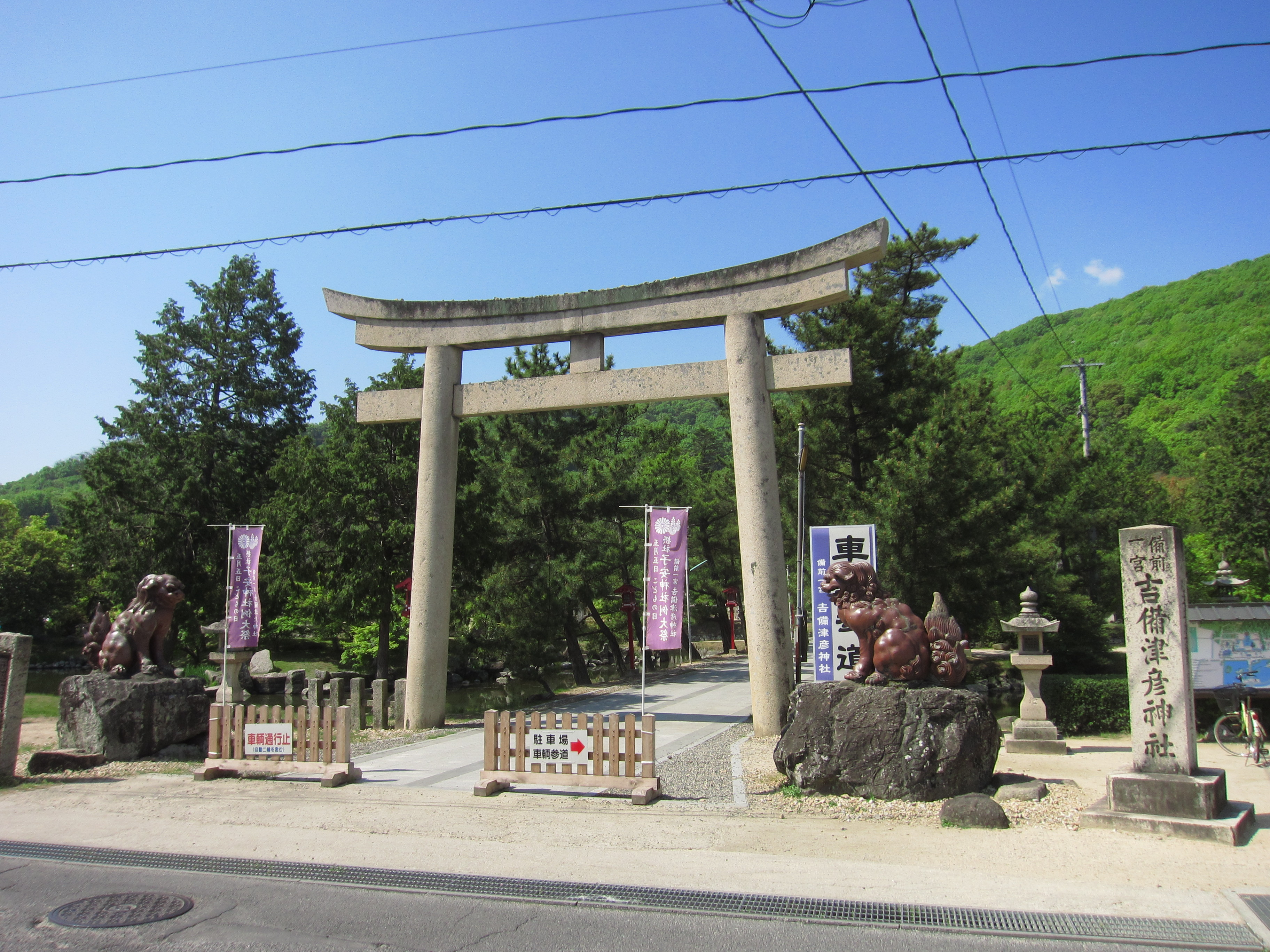
鳥居

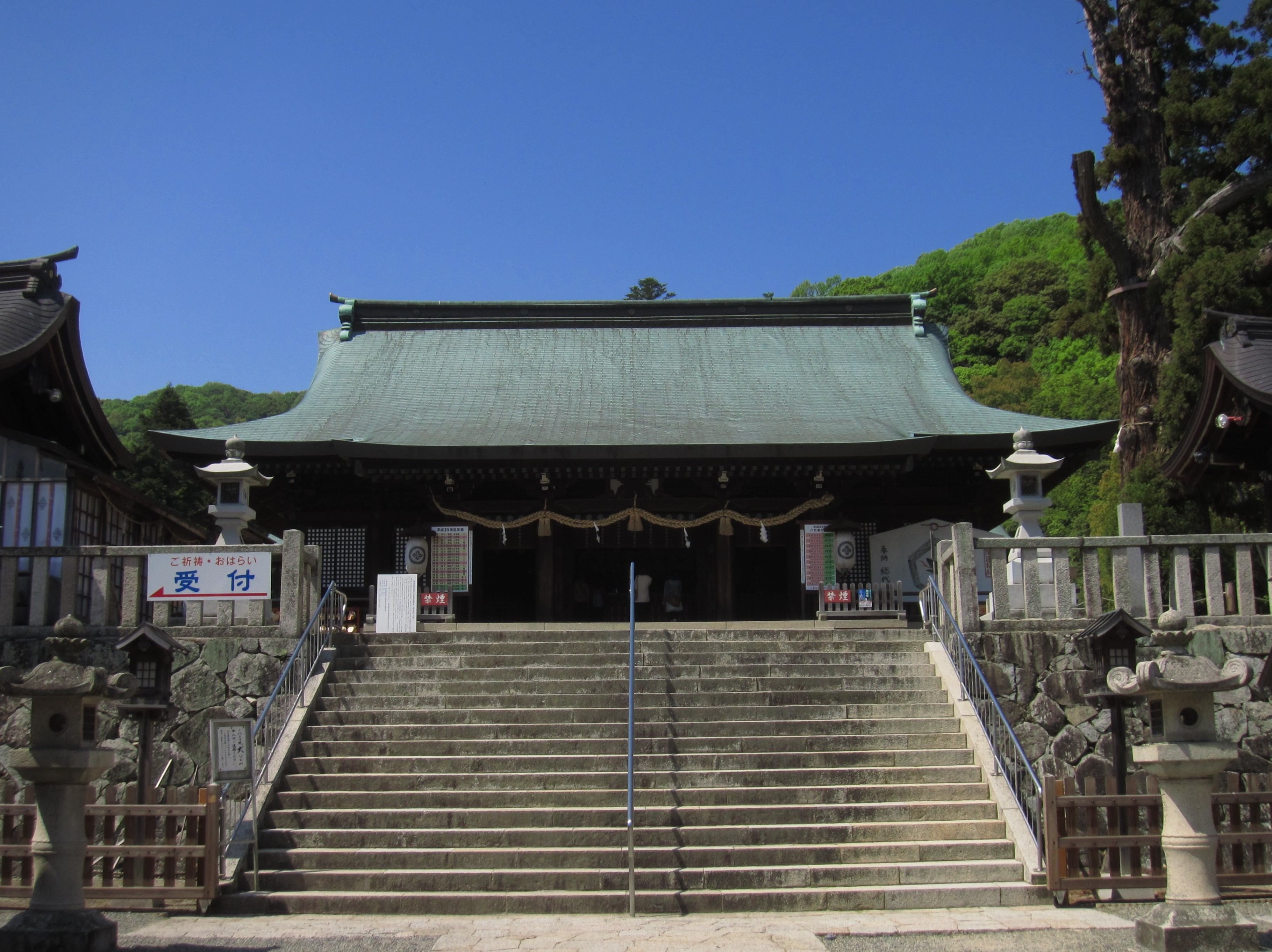
拜殿

## 概要
天慶2年（939年），天慶之亂時，藤原純友反亂之際，安仁神社支持純友，吉備津彥神社之本宮吉備津神社支持官軍（朝廷）。結果，純友敗北。安仁神社的一宮地位被剝奪，被吉備津彥神社取代。

## 關連項目
- 吉備路
- 中山茶臼山古墳

## 外部連結
- 吉備津彥神社 （页面存档备份，存于）